# Prisma (DDR)
Prisma (Untertitel: „Probleme – Prozesse – Personen“) war ein innenpolitisches TV-Magazin in der DDR, das von 1963 bis 1991 im DDR-Fernsehen lief.

## Konzept und Produktion
Initiiert wurde das Magazin von dem ehemaligen Radioreporter Gerhard Scheumann. Konzeptionell war „Prisma“ vergleichbar mit den westdeutschen Formaten „Monitor“ und „Panorama“. Die erste Sendung wurde am Donnerstag, den 21. März 1963, um 20:00 Uhr gezeigt. Die Ausstrahlungen erfolgten dann vierzehntäglich (1972–1977 monatlich) mit Wiederholungen jeweils Freitagvormittag 9:00 Uhr.
Ziel war über innenpolitische Themen zu informieren und gleichzeitig damit auch wirtschaftliche und gesellschaftliche Entwicklungen anzustoßen. Das DDR-System selbst wurde nicht in Frage gestellt, allerdings wurden kritisch Unzulänglichkeiten und Fehlentwicklungen gezeigt. Unter der Rubrik „Was geschah danach?“ wurde dann in späteren Sendungen über Konsequenzen zu den aufgezeigten Missständen berichtet.
Nach Gerhard Scheumanns Ende der Moderation am 30. September 1965 folgten kurz Claudia Berlin bzw. Rosemarie Rosi Ebner. Langjährige Moderatoren waren danach Karl-Heinz Gerstner (1965–1978) und Axel Kaspar (1979–1991).
Das zu dem Zeitpunkt bereits sehr populäre Magazin hatte mit 32,1 % seine höchste Sehbeteiligung am 23. November 1989. Themen an diesem Abend waren unter anderem die Privilegien des früheren Ersten Sekretärs der SED-Bezirksleitung Erfurt, Gerhard Müller. Zusätzlich ging es um die Mängel von Neubauten in Berlin-Hellersdorf und die Arbeitsbedingungen im Herrenstrumpfwerk Geyer.

## Hintergrund
Da Gerhard Scheumann nach eigenen Angaben „das Informationssystem als zu sehr politisch eingeschränkt“ erschien, zog sich der Erfinder der Sendereihe nach der Ausstrahlung am 30. September 1965 aus dem Fernsehbetrieb zurück. Er schrieb noch im selben Jahr ein „Prisma-Testament“, in dem er die Medienpolitik des Staates kritisiert. Es sollte als Grundlage dienen für die kulturpolitischen Diskussionen auf dem 11. Plenum des Zentralkomitees der SED. Bei dieser, aufgrund der gravierenden Folgen für die Kulturpolitik und -landschaft der DDR auch als „Kahlschlag-Plenum“ bezeichneten Tagung wurde das Papier aber nicht beachtet.